# Distrito de Beed
Beed (en maratí; बीड ) es un distrito de India, parte de la división de Aurangabad en el estado de Maharastra . 
Comprende una superficie de 10 693 km².
El centro administrativo es la ciudad de Beed.

## Demografía
Según censo 2011 contaba con una población total de 2 585 962 habitantes.